# Cyathea corcovadensis
Cyathea corcovadensis là một loài thực vật có mạch trong họ Cyatheaceae. Loài này được (Raddi) Domin mô tả khoa học đầu tiên năm 1929.